# جاناتان گوئرازار
جاناتان گوئرازار (انگلیسی: Jonathan Guerazar؛ زادهٔ ۲۶ مارس ۱۹۹۰) بازیکن فوتبال اهل آرژانتین است.
از باشگاه‌هایی که در آن بازی کرده‌است می‌توان به باشگاه ورزشی فورتالزا اشاره کرد.